# Granitzbach (Lavant)
Der Granitzbach  ist ein rechter Zufluss der Lavant in Kärnten (Österreich). 

## Lage
Das Einzugsgebiet des Granitzbachs liegt größtenteils in den Gemeinden Sankt Paul und Sankt Andrä im Bezirk Wolfsberg, nur im Nordwesten gehören kleine Teile zur Gemeinde Griffen im Bezirk Völkermarkt.
Der Bach entspringt am Südostabhang der Saualpe in rund 1030 Meter Seehöhe. Im Oberlauf wird er auch Lammer Bach genannt. Das Einzugsgebiet umfasst 63,8 Quadratkilometer, die größten Zubringer sind der Kogelbauerbach und der Frauentumpfbach. Der Granitzbach mündet nach rund 16 Kilometern in 380 Metern Seehöhe bei Sankt Paul in die Lavant. Diese Marktgemeinde ist die größte Ansiedlung, sonst herrschen im Einzugsgebiet Streusiedlungen vor. Die kleinen Orte Schönweg Pustritz, Göritz und Granitztal liegen direkt am Bach. 

## Geologie
Im Tertiär wurde das Granitztaler Becken zwischen den Sankt Pauler Bergen und dem Südabfall der Saulpe durch Wildbacheinschwemmungen gefüllt. Diese Schüttungen erfolgten größtenteils aus dem Norden von der Saualpe und bestehen aus bis zu kopfgroßen Geröllkomponenten, die stark verlehmt sind. Alte Stollen zeigen, dass Braunkohleflöze ausgebeutet wurden.

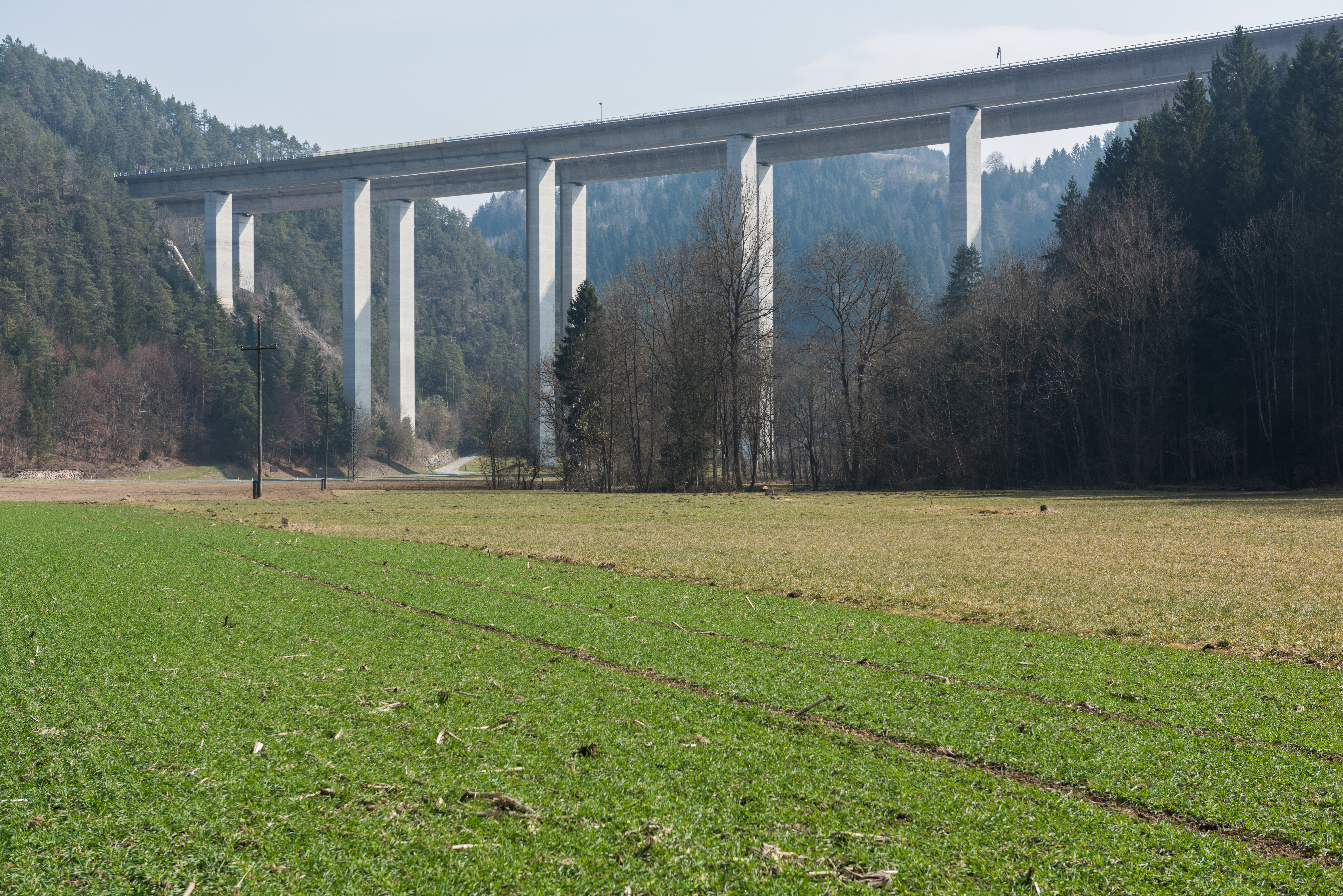
Brücke der Süd Autobahn über das Granitztal

## Verkehr
Das Einzugsgebiet wird von der Packer Straße  B70 und der Süd Autobahn A2 durchquert. Auch die Koralmbahn unterquert das Gebiet in der 6,3 Kilometer langen Tunnelkette Granitztal. Die Einhausung Granitztal, die Verbindung der bergmännischen Tunnel, überquert den Granitzbach mit einer geschlossenen Tunnelbrücke. Daran schließen der 2,6 Kilometer lange Tunnel Deutsch Grutschen nordöstlich und der 2,9 Kilometer lange Tunnel Langer Berg südwestlich des Tals an.

## Wanderwege
Die Wanderwege „Panoramaweg Südalpen Etappe 16“, „Lavanttaler Höhenweg Etappe 8“ und „Siebenhügelwanderung“ beschreiben den Weg entlang der West- und Südgrenze des Einzugsgebietes. Der „Sankt Pauler Kulturrundwanderweg“ führt durch das Streuobstgebiet des unteren Granitztals.